# Свята Тайваню
Тут наводиться список свят Тайваню.

## Список
| Дата                                        | Назва                   | Місцева назва | Ремарки                                                                           |
| ------------------------------------------- | ----------------------- | ------------- | --------------------------------------------------------------------------------- |
| 1 січня                                     | День заснування         | 開國紀念日    | Заснування Китайської республіки 1 січня 1912 року                                |
| 23 січня                                    | Всесвітній день свободи | 世界自由日    | Повернення військовополонених Корейської війни 23 січня 1954 року                 |
| 28 лютого                                   | День пам'яті і миру     | 和平紀念日    | Інцидент 228 28 лютого 1947 року                                                  |
| 4-5 квітня                                  | Цинмін                  | 清明節        | Традиційне свято, а також річниця смерті президента Чан Кайші 5 квітня 1975 року. |
| 10 жовтня                                   | Свято Двох Десяток      | 國慶日        | Учанське повстання 10 жовтня 1911 року                                            |
| змінюється                                  | Новий рік               | 春節          | Дата залежить від Китайського календаря                                           |
| 5-й день п'ятого місячного місяця           | Свято човнів-драконів   | 端午節        | Дата залежить від Китайського календаря                                           |
| 15-й день восьмого місячного місяця         | Свято середини осені    | 中秋節        | Дата залежить від Китайського календаря                                           |
| Останній день дванадцятого місячного місяця | Новий рік               | 農曆除夕      | Дата залежить від Китайського календаря                                           |